# Vegard Kaale

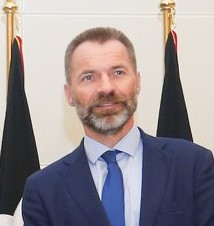
Vegard Kaale (2018)

Vegard Kaale (* 28. April 1961 in Oslo, Norwegen) ist ein norwegischer Diplomat.

## Werdegang
An der Universität Oslo absolvierte Kaale von 1980 bis 1986 ein Studium in Politikwissenschaften. Er hat einen Mastertitel.
Von 1987 bis 1990 arbeitete Kaale als Verwaltungsbeamter im Teledirektoratet. 1990 war er Trainee bei der Europäischen Union und 1991 bei der EFTA in Genf. Von 1991 bis 1998 arbeitete Kaale als Berater in der Abteilung für Europäische Angelegenheiten im Außenministerium, von 1998 bis 2001 als erster Sekretär an der norwegischen Botschaft in Dublin (Irland), von 2001 bis 2005 als stellvertretender Generaldirektor in der Personalabteilung des Außenministeriums und von 2005 bis 2008 als Minister Counsellor an der norwegischen Botschaft in Den Haag (Niederlande). Dem folgten im Außenministerium die Ämter des Senior Advisor der Sektion Hoher Norden, Klima und Energie (2008–2012), des Politikdirektors der Sektion für Entwicklungspolitik (2012–2014) und des Direktors der Sektion Energie (2014–2017).
2017 wurde Kaale als Nachfolger von Stig Traavik norwegischer Botschafter in Indonesien, mit Sitz in Jakarta. Am 21. Juni übergab Kaale seine Zweitakkreditierung für Osttimor an Präsident Francisco Guterres.

## Sonstiges
Kaales Lebensgefährtin ist Maria Antonia Mas Fons. Er hat zwei Kinder.